# John Mayer
John Clayton Mayer (Bridgeport, 16 ottobre 1977) è un cantautore e chitarrista statunitense.
Approdato ad uno stile a metà fra pop rock e blues dopo un esordio più acustico, nella sua carriera da solista ha pubblicato otto album in studio, cinque EP e tre live, vendendo complessivamente 20 milioni di dischi.
Ha vinto ben sette Grammy Awards, tra cui uno nella categoria "canzone dell'anno" per il brano Daughters.
Ѐ inoltre membro del supergruppo Dead & Company (in compagnia degli ex componenti dei Grateful Dead Bob Weir, Mickey Hart e Bill Kreutzmann) e del gruppo blues rock John Mayer Trio.

## Biografia
John Mayer è nato il 16 ottobre 1977 a Bridgeport, Connecticut da Margaret, un'insegnante d'inglese, e Richard, preside di liceo. Ha iniziato a suonare la chitarra all'età di tredici anni. Poco dopo un suo vicino di casa gli ha regalato una musicassetta di Stevie Ray Vaughan, facendo nascere in lui la passione per il blues e per alcuni maggiori esponenti del genere tra cui Buddy Guy, B.B. King, Freddie King, Albert King, Otis Rush, e Lightnin' Hopkins. Mayer ha iniziato così a prendere lezioni da Al Ferrante, proprietario di un negozio di chitarre locale. Ha quindi incominciato a suonare in bar e piccoli locali.

## Carriera

### L'approccio alla musica (1995-1998)
Mayer ha fondato nel 1995 un complesso chiamato Villanova Junction (dal brano di Jimi Hendrix), assieme agli amici Joe Beleznay, Tim Procaccini e Rich Wolf, le cui demo sono reperibili su YouTube.
Nel 1997, all'età di diciannove anni, si è iscritto alla Berklee College of Music di Boston (contemporaneamente frequentato da Gavin DeGraw), lasciandola però dopo un anno, decidendo di trasferirsi assieme all'amico Clay Cook ad Atlanta, in Georgia, per perseguire la carriera nella musica. Qui Mayer e Cook hanno formato un duo musicale chiamato LoFi Masters, esibendosi quindi in bar e noti club locali. Cook dirà che in questo periodo i due hanno iniziato a riscontrare divergenze artistiche dovute alla volontà di Mayer di passare alla musica pop. Il duo infine si è separato e Mayer ha intrapreso la sua carriera solista.

### L'ingresso nella scena musicale (1999)
Con l'aiuto del produttore e ingegnere del suono Glenn Matullo, Mayer ha registrato materiale che verrà pubblicato nel 1999 da un'etichetta discografica indipendente nell'EP Inside Wants Out. L'EP contiene nove canzoni con Mayer alla chitarra e alla voce. La traccia d'esordio Back To You vede la partecipazione di una band di turnisti alla quale prende parte anche il co-produttore David "DeLa" LaBruyere al basso. Quattro tracce dell'EP sono state co-scritte da Cook, su tutte spicca il primo e unico singolo No Such Thing; tuttavia Cook non prende parte alle registrazioni se non per aiutare Mayer con i cori nella canzone Comfortable. Il lavoro si rivela un successo di critica, ma non è accompagnato da una promozione tale da permettere di ottenere dei risultati commerciali. Il giovane John tuttavia si è fatto notare e inizia a suonare come turnista per alcuni gruppi famosi, tra cui i Maroon 5 e i Counting Crows.

### Il contratto con la Columbia Records e il successo commerciale (2000–2004)
Mayer e LaBruyere si sono esibiti in giro per la Georgia e negli stati vicini. In questo periodo ha iniziato a svilupparsi il music business online che contribuirà al lancio della carriera del giovane artista grazie ad un buon seguito che Mayer ottiene sul web. Nel 2000, grazie ad un conoscente che ha inviato il suo EP all'etichetta Aware Records, Mayer è stato notato da Gregg Latterman, fondatore della Aware, che l'ha messo sotto contratto. A giugno 2001 la Aware ha pubblicato in esclusiva online il primo album del chitarrista: Room for Squares. Nel frattempo, l'etichetta ha concluso un accordo con la Columbia Records, che ha permesso alla major di scritturare gli artisti Aware. La Columbia ha scelto Mayer e a settembre dello stesso anno è uscita una versione remixata e definitiva di Room for Squares, con una copertina aggiornata, nuove versioni delle prime quattro canzoni di Inside Wants Out e l'aggiunta della traccia 3x5. Il disco ha debuttato nella top ten della classifica americana, grazie al successo del singolo Your Body Is a Wonderland, e riuscirà a vendere più di cinque milioni di copie in tutto il mondo (con  una certificazione di quattro volte disco di platino negli Stati Uniti, denotando vendite di oltre quattro milioni). Ad agosto del 2002, la Columbia ha ripubblicato Inside Wants Out, con l'omissione della traccia strumentale Neon 12:47 AM.
Room for Squares è stato apprezzato anche dalla critica tanto che nel 2003 Mayer vincerà anche un Grammy per la migliore performance pop maschile, nel brano Your Body Is a Wonderland. Dall'album sono stati estratti altri due singoli: No Such Thing e Why Georgia, destinati a ottenere un buon successo radiofonico e nella Billboard Hot 100.
Nel 2003 è uscito l'album dal vivo Any Given Thursday (su CD e DVD), grazie al quale Mayer ha vinto un altro disco di platino negli Stati Uniti. Nello stesso anno è stato registrato il suo secondo album, intitolato Heavier Things. Il disco, come il precedente, denota influenze musicali di vario tipo, ma segna una svolta nella carriera dell'artista, data l'intenzione di far brillare le sue capacità di scrittore e compositore, ancora di più rispetto ai precedenti lavori. L'album ha debuttato alla prima posizione della classifica americana e successivamente ha ottenuto il doppio disco di platino negli Stati Uniti e un disco di platino anche in Canada e Australia. Dopo Bigger Than My Body e Clarity, il terzo singolo estratto è Daughters, che vincerà nel 2005 un Grammy Award come Song of the Year, premio che appartiene a una delle quattro categorie più importanti tra i Grammy: le cosiddette Big Four. Oltre a questo, Mayer ha conquistato un Grammy anche nella categoria Migliore performance vocale maschile, con la stessa canzone.

### Cambio di direzione musicale (2005–2008)
Il 22 novembre 2005 è stato pubblicato il live Try!, primo album dei John Mayer Trio, con Steve Jordan alla batteria e Pino Palladino al basso. Il disco, che ha ricevuto una nomination ai Grammy del 2007 come Miglior album rock, include canzoni come Gravity e Vultures che saranno pubblicate l'anno successivo in Continuum.
Continuum, uscito il 23 ottobre 2006, è caratterizzato da sfumature stilistiche diverse rispetto ai precedenti lavori. Si notano infatti maggiormente le influenze di musicisti come Stevie Ray Vaughan, BB King, Eric Clapton o Herbie Hancock, segnando un passaggio dal rock al blues rock e al soul. Nello stesso periodo John Mayer ha collaborato con esponenti di altri stili musicali, come Alicia Keys nel brano Lesson Learned, contenuto nell'album As I Am del 2007, o con Herbie Hancock, che lo ha inserito, primo in una lunga lista di nomi prestigiosi, nel suo album Possibilities, duettando con lui nel brano Stitched Up. In Continuum appaiono brani di denuncia sociale o politica, come Belief o Waiting on the World to Change, in cui viene espresso il disappunto verso la situazione politica e umanitaria del periodo. L'album si rivelerà un nuovo successo di critica e pubblico, ottenendo ancora il doppio disco di platino negli Stati Uniti, insieme ad altri premi tra cui due Grammy nel febbraio 2007 (miglior performance vocale maschile per Waiting on the World to Change e miglior album pop vocale).
Nel 2007 John Mayer ha collaborato con Kanye West nel brano Bittersweet Poetry dell'album Graduation. Nella deluxe edition di Continuum è apparsa successivamente Say, singolo inciso esclusivamente per la colonna sonora del film The Bucket List - Non è mai troppo tardi con Morgan Freeman e Jack Nicholson. Con Say Mayer ha vinto nel 2009 un Grammy nella categoria Best male pop vocal performance, oltre al premio nella categoria Best solo rock vocal performance per Gravity.
Nel 2008 è stato pubblicato Where the Light Is: Live in Los Angeles, album live registrato durante la tournée di John Mayer del 2007. Anch'esso ha ricevuto una nomination ai Grammy, nelle categorie migliore album dal vivo e miglior film musicale (con la regia di Danny Clinch). Il concerto è stato ripreso al Los Angeles Nokia Theatre l'8 dicembre 2007, una data programmata per raccogliere fondi per numerosi enti di beneficenza della città. Si trattava di un evento diviso in tre set: uno acustico, con una cover della canzone di Tom Petty Free Fallin', uno con il John Mayer Trio, esibitosi in brani originali che cover di Jimi Hendrix, e un set con la band al completo (in cui figurano David LaBruyere e J.J. Johnson). Il titolo del doppio CD e DVD è preso da un verso della canzone Gravity.

### Battle Studies(2009)
Il 17 novembre 2009 è uscito Battle Studies. Sul sito dell'artista sono stati pubblicati parecchi video sull'incisione di questo atteso lavoro, che John Mayer ha definito come un passo in avanti nel suo modo di fare musica e di comporre. L'album presenta una diversità di suoni, nel complesso più soft rispetto ai precedenti. Il primo singolo estratto è Who Says, seguito poi da Heartbreak Warfare e Half of My Heart (cantata con Taylor Swift). L'album, promosso da un tour mondiale, ha debuttato direttamente alla prima posizione della classifica Billboard 200 e ha garantito a John Mayer il primo posto nella classifica del 2010 degli album rock più venduti sul territorio degli Stati Uniti ed il diciannovesimo in quella generale. Il 13 febbraio 2011 Battle Studies ha vinto un Grammy nella categoria Best engineerd album, non-classical grazie al lavoro di Michael H. Brauer, Joe Ferla, Chad Franscoviak e Manny Marroquin.

### Problemi personali e la pausa (2010–2013)

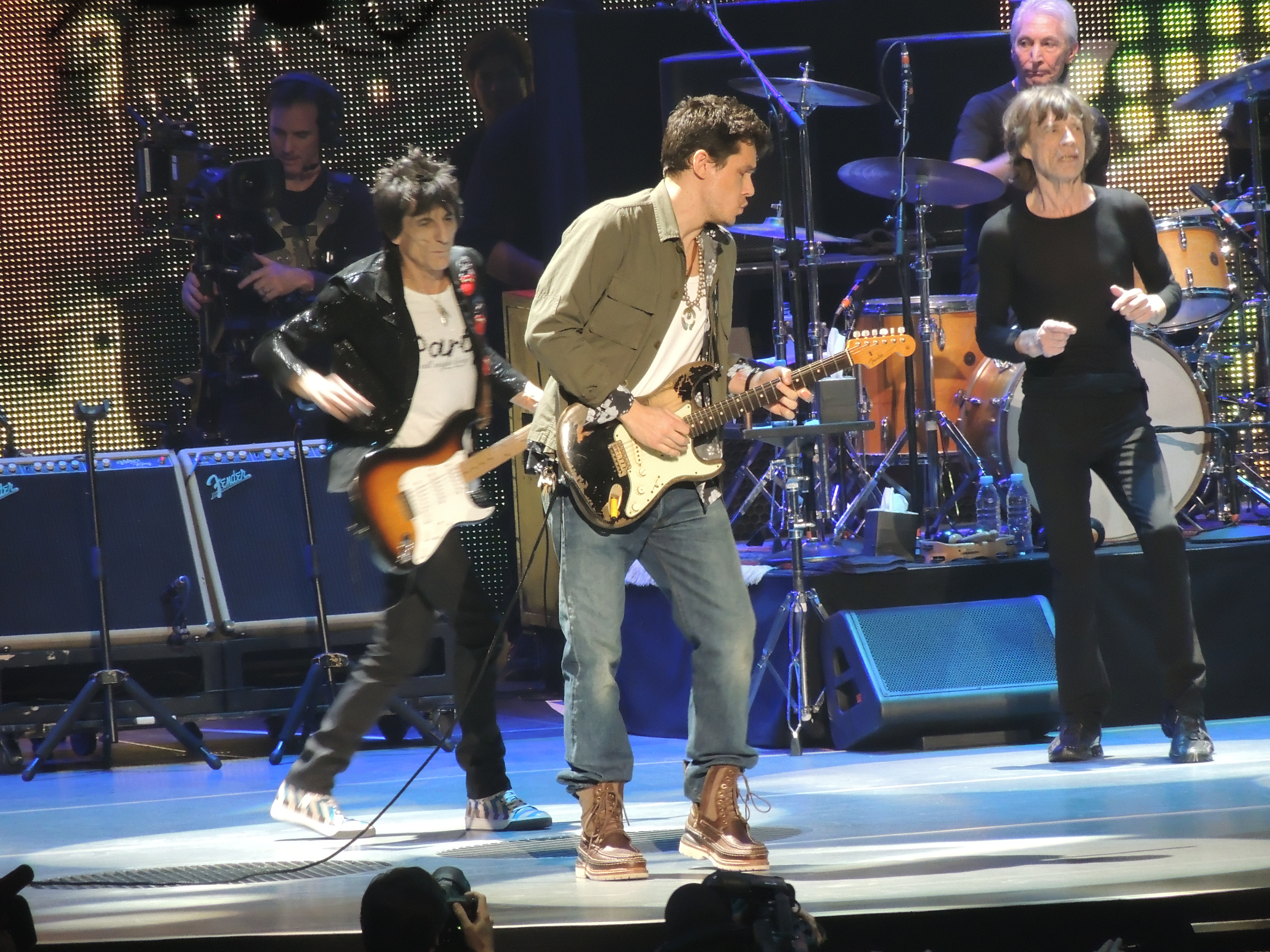
John Mayer sul palco con i Rolling Stones nel 2012

Dopo due interviste controverse rilasciate a Rolling Stone e Playboy nel febbraio del 2010, Mayer si è temporaneamente ritirato dalla vita pubblica e ha smesso di concedere interviste.
Il 16 maggio 2011, a New York, John Mayer ha co-condotto un evento di beneficenza a sostegno dei veterani di guerra che soffrono di DPTS, dal titolo In Support of Our Troops, durante il quale ha annunciato che il suo nuovo lavoro discografico intitolato Born and Raised sarebbe uscito nel mese di ottobre 2011. Mentre era ancora in tour per Battle Studies, ha iniziato a lavorare al suo quinto album in studio. Durante quest periodo, ha riscontrato difficoltà vocali e si è rivolto ai medici. Il 16 settembre 2011 pubblica un aggiornamento sul suo blog, dichiarando che l'uscita del nuovo disco è stata ritardata a causa di un problema di salute, è stato infatti trovato un granuloma accanto alle corde vocali del cantante, che tuttavia sembra essere curabile e Mayer ha descritto questo accadimento come una battuta d'arresto temporanea. La registrazione e il missaggio di Born and Raised sono stati infatti interamente completati, fatta eccezione per alcune tracce vocali.
Il 28 febbraio 2012 John Mayer ha annunciato tramite il suo sito web la data d'uscita del nuovo album, il 22 maggio 2012. Il 9 marzo 2012 Mayer annuncia, ancora tramite il suo sito, un nuovo problema legato al granuloma precedentemente curato, che lo costringerà ad una pausa di lunghezza indefinita, durante la quale rimarrà lontano dal palco. L'album sarà ugualmente pubblicato nella data prestabilita.
Nel 2013 sono usciti video trasmessi attraverso il suo sito e i social networks, in cui Mayer è impegnato nella realizzazione del suo sesto album in studio, in pratica si è trattato di una sorta di miniserie dal titolo #mayerisback.

### Paradise Valleye la fondazione deiDead & Company(2013–2015)
Il 18 giugno dichiara attraverso il suo sito ufficiale e i social network, che il 20 agosto 2013 sarebbe uscito un suo album intitolato Paradise Valley. Viene estratto come primo singolo la canzone Paper Doll, di cui viene realizzato anche un videoclip. Secondo singolo estratto è la canzone Wildfire. Terzo singolo estratto dall'album è il featuring con la cantante Katy Perry, Who You Love, di cui viene realizzato il videoclip.
Nel febbraio 2014 si riunisce il Trio, registrando in studio qualche pezzo per un LP di prossima pubblicazione assieme a delle leggende del jazz come Chick Corea, Wallace Roney e Manolo Badrena. Il 27 febbraio inoltre suonano per la prima volta insieme in tv dopo 5 anni, ospiti al Late night di Seth Meyers.
Durante l'estate del 2015 viene annunciata una serie di concerti, a partire dal 31 ottobre, tenuta dal gruppo di nuova formazione Dead & Company, che vede membri lo stesso Mayer insieme ai passati membri dei Grateful Dead. Il tour li impegnerà per tutto l'autunno e l'inverno, e verrà prolungato con un tour estivo nel 2016.
Nel 2014 ha collaborato a The Breeze: An Appreciation of JJ Cale, un album tributo del musicista inglese Eric Clapton, pubblicato a nome "Eric Clapton & Friends", suonando insieme a musicisti come Tom Petty, Mark Knopfler, Don White, Willie Nelson e lo stesso Clapton. Non è la prima collaborazione con musicisti top del blues-rock. Ha infatti suonato in live e in jam session con B. B. King, Buddy Guy, lo stesso Clapton e molti altri. Ha partecipato numerose volte al festival Crossroads, anche con il Trio: celebre è la loro interpretazione di Ain't No Sunshine al Crossroads Guitar Festival 2010, il cui video caricato da un utente su YouTube conta ad oggi oltre 9 milioni di visualizzazioni.

### The Search for Everythinge il tour mondiale (2016–2017)
La lunga tournée con i Dead & Company ha spinto Mayer a  rimandare la registrazione del nuovo album studio a gennaio 2016, con l'intenzione di finirlo entro il termine dell'anno.
Per una scelta di marketing ha deciso di pubblicare due EP che anticiperanno il definitivo album The Search for Everything; così il 17 novembre 2016 è uscito Love on the Weekend come unico singolo dell'EP The Search for Everything: Wave One, poi pubblicato il 20 gennaio 2017.
Per il 2017 ha annunciato un tour mondiale con numerose tappe in tutta l'America del Nord e in alcune città europee, esibendosi quindi con il Trio, la band completa e il set acustico, inoltre continuerà ad esibirsi con i Dead & Company.
Il 24 febbraio è uscito The Search for Everything: Wave Two, da cui viene estratto come singolo il brano Still Feel Like Your Man.
Il 13 marzo, attraverso vari social network, Mayer ha annunciato che l'album completo sarà pubblicato il 14 aprile 2017 e che includerà 12 tracce, 8 delle quali pubblicate precedentemente in forma di EP (Wave One e Wave Two) e quattro tracce inedite (In the Blood, Theme from "The Search for Everything", Never on the Day You Leave, Rosie).
Il 5 aprile è stato pubblicato il video musicale per Still Feel Like Your Man, in cui sono presenti "Panda, kimono, farfalle e un sacco di colori" e un inedito Mayer che balla, per la prima volta nella sua carriera.

### Sob Rocke altre collaborazioni (2018–presente)
Il 10 maggio 2018 è uscito un nuovo singolo dal titolo New Light, co-prodotto con No I.D.. Lo stesso giorno il cantante ha rilasciato un'intervista con Zane Lowe per Apple Music durante la quale ha promesso "altra nuova musica" per il 2018. Il 24 ottobre 2018, durante la sua performance all'iHeartRadio Theater, Mayer ha mantenuto la promessa suonando in anteprima la canzone I Guess I Just Feel Like. Il 12 dicembre 2018 ha annunciato un tour mondiale per l'anno successivo. Il 23 febbraio 2019 è uscito quindi il singolo I Guess I Just Feel Like, seguito il 6 settembre da Carry Me Away.
Il 15 marzo 2020 in un episodio del live show Current Mood, che John Mayer ha tenuto regolarmente dal 2018 al 2020 sul suo profilo Instagram, ha rivelato che era impegnato a scrivere e registrare canzoni per un nuovo album. Nel 2020 l'artista collabora con Leon Bridges nel brano Inside Friends. Ad inizio 2021 ha dichiarato sui suoi social network di aver terminato l'album e ha quindi iniziato a pubblicare video su TikTok con brevi spezzoni di alcuni brani prima dell'uscita dell'album. Il 4 giugno 2021 viene pubblicato il singolo Last Train Home che vede la collaborazione della cantante Maren Morris. Il 16 luglio 2021 è uscito il tanto atteso album Sob Rock, chiamato in questo modo per dare una definizione al suo genere musicale; il disco ha debuttato al secondo posto della Billboard 200. L'album contiene le già conosciute New Light, I Guess I Just Feel Like e Last Train Home, più sei tracce inedite, nonché una versione riarrangiata in stile eighties pop di Carry Me Away coerentemente con il mood musicale proposto dall'album. Contestualmente all'uscita di Sob Rock, è stato pubblicato il singolo Shot in the Dark con contemporanea uscita del video musicale su YouTube.

## Vita privata
Ha avuto numerose relazioni con attrici e cantanti, tra cui Jennifer Love Hewitt, Jessica Simpson, Minka Kelly, Jennifer Aniston, Taylor Swift, Katy Perry e Lana Del Rey.

## Controversie
La relazione di Mayer con Jessica Simpson coincise con cambiamenti comportamentali che aumentarono significativamente la sua esposizione ai tabloid. All'inizio della sua carriera, aveva espresso la sua determinazione a evitare completamente la droga, l'alcol, le discoteche, gli eventi sul tappeto rosso, gli appuntamenti con le celebrità, e tutto ciò che riteneva potesse distogliere l'attenzione dalla sua musica. Nelle interviste, tuttavia, Mayer ha accennato all'esperienza di un episodio estremo di "ansia da piegamento" quando aveva vent'anni che lo ha motivato a essere meno solitario. Nel 2006, ha rivelato per la prima volta di aver iniziato a fare uso di marijuana. Ha iniziato a fare apparizioni nei club di Los Angeles e New York City, e Jessica Simpson è diventata la prima di una serie di fidanzate famose, tra cui Jennifer Aniston e Minka Kelly. Nel 2007, la sua vita personale era diventata un foraggio regolare per i media di gossip e, di conseguenza, Mayer ha tentato di controllare la sua immagine pubblica. La sua presenza online è aumentata, ha iniziato a inscenare scherzi per i paparazzi, e ha organizzato uno skech parodico per il sito di gossip TMZ.
All'inizio del 2010, Mayer ha rilasciato una controversa intervista alla rivista Playboy in cui ha rivelato dettagli sessualmente espliciti sulle sue ex fidanzate Jessica Simpson e Jennifer Aniston, definendo la sua relazione con l'ex "napalm sessuale". In risposta a una domanda sul fatto che le donne di colore fossero interessate a lui, ha detto: "Il mio pene è una specie di suprematista bianco. Ho un cuore Benetton e un dannato pene di David Duke. Inizierò ad avere relazioni separatamente dal mio pene." Ha anche usato un termine razzista nell'intervista. I media lo hanno pertanto etichettato come un uomo misogino e razzista. Si è scusato tramite Twitter per il suo uso del termine razzista, dichiarando: "È stato arrogante da parte mia pensare di poter intellettualizzare una parola così carica di emozione". Si è anche scusato in lacrime con la sua band e i fan al suo concerto a Nashville più tardi quella notte. Nei due anni successivi ha lasciato New York e si è ritirato dai social media.

## Stile chitarristico
(Eric Clapton)
(Massimo Varini nel suo canale YouTube.)
Scopre la passione del blues, grazie ad un suo vicino di casa che gli regala una cassetta di Stevie Ray Vaughan. Tra le sue ispirazioni troviamo Jimi Hendrix, Albert King, BB King, Derek Trucks.
È, come Trucks, tra gli esponenti dei Millenial Bends, un tipico fraseggio moderno in chiave blues, termine coniato da chitarristi Millennials, come un'alternativa ai Boomer Bends. Altri chitarristi che utilizzano fraseggi moderni è come esempio Tim Henson, anche se non è blues come Mayer.
Abile acustico, è evidente la tecnica dello slap percussivo e la tecnica a due dita tipico vecchio blues.

## Strumentazione
John Mayer utilizza come strumentazione abituale chitarre elettriche Paul Reed Smith, Fender Stratocaster (tra cui Jimi Hendrix signature model, John Mayer signature model, Stevie Ray Vaughan signature model, Eric Clapton signature model), alcuni modelli Gibson come la ES-335 o la SG, oltre ad alcune Duesenberg come la Double Cat o la Mike Campbell signature. Le chitarre acustiche sono Martin, tra cui Martin OM-28, Martin OM-JM, Martin 0042 e 0045 Stagecoach, Martin Bellezza Nera.
Come amplificatore usa un Prs II j mod 100 ma in precedenza usava dei fender
Ha dichiarato di possedere più di 200 chitarre, fra le quali una Fender Stratocaster Stevie Ray Vaughan Signature 1996, una Fender "The Black One" Stratocaster, una Fender Stratocaster John Mayer Signature, innumerevoli modelli di Martin Acoustic, una Gibson ES-335, una Gibson SG, una PRS Silver Sky (modello signature realizzato con Paul Reed Smith dopo la sua separazione da Fender) e una PRS Private Stock Super Eagle.
I pedali utilizzati più frequentemente sono un accordatore Boss TU-2 Chromatic Tuner, un pedale Wah CryBaby della Dunlop (ultimamente usa un Buddy Guy signature a pois bianchi), un analog delay Aqua Puss (Way Huge-Dunlop), un overdrive Ibanez Tube Screamer TS-808, un overdrive Boss Blues Driver BD-2 con Keeley mod., un clean boost Keeley Katana, un digital echo-delay T-Rex Replica.
Negli ultimi tour ha sostituito la pedaliera standard con un derivatore personalizzato che attiva o disattiva gli effetti sopra citati e ne memorizza i preset, velocizzando così le operazioni di setting del suono durante il concerto.

## Curiosità
- Ha scoperto la tecnica dello Slap durante la permanenza alla scuola di musica al Berklee, grazie al suo insegnante-chitarrista Tomo Fujita. La suona in Neon.

## Discografia

### Solista

#### Album in studio
- 2001 – Room for Squares
- 2003 – Heavier Things
- 2006 – Continuum
- 2009 – Battle Studies
- 2012 – Born and Raised
- 2013 – Paradise Valley
- 2017 – The Search for Everything
- 2021 – Sob Rock

#### Album dal vivo
- 2003 – Any Given Thursday
- 2004 – As/Is
- 2008 – Where the Light Is: John Mayer Live in Los Angeles

#### EP
- 1999 – Inside Wants Out
- 2006 – The Village Sessions
- 2012 – The Complete 2012 Performances Collection
- 2017 – The Search for Everything: Wave One
- 2017 – The Search for Everything: Wave Two

#### Singoli
| Anno                                                                                              | Singolo                                          | Posizione più alta in classifica | Posizione più alta in classifica | Posizione più alta in classifica | Posizione più alta in classifica | Posizione più alta in classifica | Posizione più alta in classifica | Posizione più alta in classifica | Album                                              |
| Anno                                                                                              | Singolo                                          | US                               | US AC                            | AUS                              | CAN                              | NED                              | NZ                               | UK                               | Album                                              |
| ------------------------------------------------------------------------------------------------- | ------------------------------------------------ | -------------------------------- | -------------------------------- | -------------------------------- | -------------------------------- | -------------------------------- | -------------------------------- | -------------------------------- | -------------------------------------------------- |
| 2002                                                                                              | No Such Thing                                    | 13                               | 11                               | 28                               | —                                | 97                               | 14                               | 42                               | Room for Squares                                   |
| 2002                                                                                              | Your Body Is a Wonderland                        | 18                               | 17                               | 23                               | —                                | —                                | 9                                | —                                | Room for Squares                                   |
| 2003                                                                                              | Why Georgia                                      | —                                | —                                | —                                | —                                | —                                | 23                               | —                                | Room for Squares                                   |
| 2003                                                                                              | Bigger Than My Body                              | 33                               | 27                               | 38                               | —                                | —                                | 21                               | 72                               | Heavier Things                                     |
| 2004                                                                                              | Clarity                                          | —                                | —                                | —                                | —                                | 80                               | 45                               | —                                | Heavier Things                                     |
| 2004                                                                                              | Daughters                                        | 19                               | 2                                | —                                | —                                | 29                               | —                                | —                                | Heavier Things                                     |
| 2005                                                                                              | Who Did You Think I Was (con il John Mayer Trio) | 92                               | —                                | —                                | —                                | —                                | —                                | —                                | Try!                                               |
| 2006                                                                                              | Waiting on the World to Change                   | 14                               | 1                                | —                                | 8                                | 55                               | 36                               | —                                | Continuum                                          |
| 2007                                                                                              | Belief                                           | —                                | —                                | —                                | —                                | —                                | —                                | —                                | Continuum                                          |
| 2007                                                                                              | Gravity                                          | 71                               | 10                               | —                                | —                                | 66                               | —                                | —                                | Continuum                                          |
| 2007                                                                                              | Dreaming with a Broken Heart                     | 99                               | 13                               | —                                | 49                               | 96                               | —                                | —                                | Continuum                                          |
| 2007                                                                                              | Say                                              | 12                               | 3                                | 47                               | 23                               | —                                | —                                | —                                | Continuum                                          |
| 2008                                                                                              | Free Fallin (live Tom Petty cover)               | 51                               | —                                | —                                | 7                                | —                                | —                                | —                                | Where the Light Is: John Mayer Live in Los Angeles |
| 2009                                                                                              | Who Says                                         | 17                               | 19                               | 31                               | 24                               | 13                               | —                                | —                                | Battle Studies                                     |
| 2009                                                                                              | Heartbreak Warfare                               | 34                               | 11                               | 31                               | 62                               | 6                                | 34                               | —                                | Battle Studies                                     |
| 2010                                                                                              | Half of My Heart                                 | 25                               | 7                                | 71                               | 53                               | 40                               | —                                | —                                | Battle Studies                                     |
| 2010                                                                                              | Perfectly Lonely                                 | —                                | —                                | —                                | —                                | —                                | —                                | —                                | Battle Studies                                     |
| 2012                                                                                              | Shadow Days                                      | 42                               | 21                               | —                                | 49                               | 23                               | —                                | —                                | Born and Raised                                    |
| 2012                                                                                              | Queen of California                              | —                                | 40                               | —                                | —                                | —                                | —                                | —                                | Born and Raised                                    |
| 2012                                                                                              | Something Like Olivia                            | —                                | —                                | —                                | —                                | —                                | —                                | —                                | Born and Raised                                    |
| 2013                                                                                              | Paper Doll                                       | 77                               | —                                | —                                | —                                | 30                               | —                                | 126                              | Paradise Valley                                    |
| 2013                                                                                              | Wildfire                                         | 85                               | —                                | —                                | —                                | —                                | —                                | —                                | Paradise Valley                                    |
| 2013                                                                                              | Who You Love                                     | 48                               | 18                               | 83                               | 70                               | —                                | —                                | —                                | Paradise Valley                                    |
| 2014                                                                                              | XO (Beyoncé cover)                               | 90                               | —                                | —                                | —                                | —                                | —                                | —                                | - nessun album -                                   |
| 2017                                                                                              | Love on the Weekend                              | 53                               | —                                | 65                               | 69                               | 64                               | 6                                | —                                | The Search for Everything                          |
| 2017                                                                                              | Still Feel Like Your Man                         | —                                | —                                | —                                | —                                | —                                | —                                | —                                | The Search for Everything                          |
| 2017                                                                                              | In the Blood                                     | —                                | —                                | —                                | —                                | —                                | —                                | —                                | The Search for Everything                          |
| 2018                                                                                              | New Light                                        | —                                | 30                               | —                                | —                                | 46                               | 7                                | —                                | Sob Rock                                           |
| 2019                                                                                              | I Guess I Just Feel Like                         | —                                | —                                | —                                | —                                | —                                | —                                | —                                | Sob Rock                                           |
| 2019                                                                                              | Carry Me Away                                    | —                                | —                                | —                                | —                                | —                                | —                                | —                                | Sob Rock                                           |
| 2021                                                                                              | Last Train Home                                  | —                                | —                                | —                                | —                                | 40                               | 2                                | 91                               | Sob Rock                                           |
| 2021                                                                                              | Shot in the Dark                                 | —                                | —                                | —                                | —                                | —                                | —                                | —                                | Sob Rock                                           |
| "—" denota un'uscita discografica non classificata o non fatta uscire nella regione in questione. |                                                  |                                  |                                  |                                  |                                  |                                  |                                  |                                  |                                                    |

### Con i John Mayer Trio

#### Album dal vivo
- 2005 – Try!

#### Singoli
- 2005 – Who Did You Think I Was

## Filmografia
- 2004 – Crossroads Guitar Festival 2004 (film concerto)
- 2006 – CSI - Scena del crimine (CSI: Crime Scene Investigation) - serie TV, episodio 7x01 (nel ruolo di sé stesso)
- 2007 – Crossroads Guitar Festival 2007 (film concerto)
- 2008 – Where the Light Is: John Mayer Live in Los Angeles (film concerto dell'omonimo album dal vivo)
- 2010 – Crossroads Guitar Festival 2010 (film concerto)
- 2013 – Crossroads Guitar Festival 2013 (film concerto)
- 2015 – Duri si diventa (Get Hard), regia di Etan Cohen (nel ruolo di sé stesso)
- 2019 – Crossroads Guitar Festival 2019 (film concerto)